# 발목뼈

발목뼈(Tarsal bone 또는 tarsus) 또는 족근골은 발목에 있는 7개의 뼈이다. 목말뼈를 통해 발목과 연결된다. 발목과 가까운 쪽인 발목뼈 근위열(proximal row of tarsal bones, 근위 족근열, proximal tarsal row)에 족배뼈, 목말뼈, 발꿈치뼈가 있고, 발가락쪽인 발목뼈 원위열(distal row of tarsal bones, 원위 족근열, distal tarsal row)에 세 개의 쐐기뼈와 한 개의 입방뼈가 있다.

## 같이 보기
- 정강뼈
- 손목뼈